# Friedrich Fiala

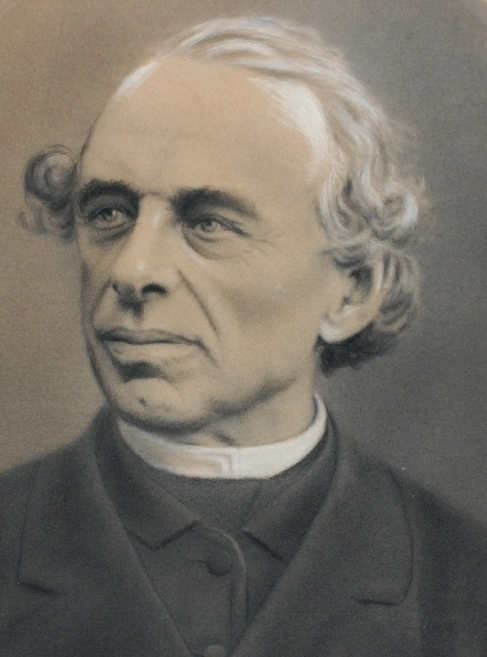
Friedrich Fiala

Friedrich Xaver Odo Fiala (* 21. Juli 1817 in Nidau; † 24. Mai 1888 in Solothurn) war römisch-katholischer Bischof von Basel und Historiker.

## Leben
Der Sohn eines Arztes und Apothekers besuchte das Gymnasium in Solothurn sowie die dortige Höhere Lehr- und Erziehungsanstalt, die heutige Kantonsschule Solothurn. Nach einem Theologiestudium in Freiburg im Breisgau und in Tübingen (u. a. bei Karl Joseph von Hefele) empfing er 1841 die Priesterweihe und war danach Pfarrer und Lehrer in Biberist, Laufen, Herbetswil und wieder in Solothurn. 1862 wurde er Mitglied des dortigen Domkapitels und 1870 Dompropst. Nachdem Fiala im Kulturkampf als Vermittler gewirkt hatte, wurde er 1884 zum Ehrendoktor der liberal-protestantischen Universität Zürich ernannt.
Am 9. Januar 1885 wurde Friedrich Fiala zum Bischof von Basel ernannt. Die Bischofsweihe spendete ihm am 17. Mai desselben Jahres der damalige Nuntius in Spanien, Angelo Kardinal Bianchi.
Fiala war auch als Historiker tätig und publizierte zahlreiche Arbeiten zur solothurnischen Geschichte und zur Kirchengeschichte. Von 1859 bis 1885 war er Präsident des Historischen Vereins des Kantons Solothurn, den er mitbegründet hatte. Ab 1860 war er zudem Vizepräsident der Allgemeinen Geschichtforschenden Gesellschaft der Schweiz.
Fialas grosse Bibliothek ging in den Bestand der Zentralbibliothek Solothurn ein.
Max Leu schuf für Fiala eine Porträtbüste.